# ماهر إفتيتش
ماهر إفتيتش (باللاتينية: Maher Iftić، وبالبوسنية: Maher Iftić)، من مواليد 17 مارس 1980 في بيهاتش، جمهورية البوسنة والهرسك الاشتراكية، يوغوسلافيا سابقًا، هو لاعب كرة قدم بوسني معتزل، اشتهر بلعبه في مركز الدفاع.

## مسيرته الكروية
نشأ ماهر إفتيتش في مدينة بيهاتش شمال غربي البوسنة، وبدأ مسيرته الكروية في صفوف نادي جيدينستفو بيهاتش، أحد أبرز أندية المنطقة، حيث تدرّج في الفئات العمرية حتى صعد إلى الفريق الأول.
في أوائل العقد الأول من الألفية، جذب أداءه الدفاعي القوي اهتمام الأندية الكرواتية، فانتقل إلى كرواتيا للعب في الدوري الكرواتي الممتاز، والذي يُعد من أقوى الدوريات في منطقة البلقان. مثّل هناك عدة أندية منها:
- نادي بولا 1856 (NK Pula)، حيث بدأ إثبات قدراته على مستوى أعلى.
- إنتر زابريشيتش (NK Inter Zaprešić)، النادي المعروف بمنافسته المستمرة في الدوري الممتاز.
- نادي كارلوفاك (NK Karlovac)، حيث واصل تقديم مستوى ثابت في مركز الدفاع.

#### العودة إلى البوسنة والاحتراف الخارجي
في عام 2009، عاد ماهر إفتيتش إلى ناديه الأم جيدينستفو بيهاتش، ليقضي فترة قصيرة في الدوري البوسني الممتاز.
ثم انتقل في سبتمبر 2010 إلى الكويت حيث وقع عقدًا مع نادي الساحل الكويتي. مثّل الفريق في الدوري الكويتي الممتاز، وخاض تجارب مختلفة في بيئة كروية جديدة، ما أضاف بعدًا دوليًا لتجربته الاحترافية.